# Polysporoplasma mugilis
Polysporoplasma mugilis is een microscopische parasiet uit de familie Sphaerosporidae. Polysporoplasma mugilis werd in 1995 beschreven door Sitja-Bobadilla & Alvarez-Pellitero. 